# Oulad Mtaa
Oulad Mtaa  (in arabo أولاد امطاع‎?) è un centro abitato e comune rurale del Marocco situato nella provincia di Al Haouz, regione di Marrakech-Safi. Conta una popolazione di 6 937 abitanti (censimento 2014).